# Dôme de Neegyauks
Neegyauks Tholus
Pour les articles homonymes, voir Neegyauks.
Le dôme de Neegyauks (désignation internationale : Neegyauks Tholus) est un dôme situé sur Vénus dans le quadrangle de Barrymore. Il a été nommé en référence à Neegyauks, femme volcan et princesse grenouille dans la mythologie tlingit.